# El colegio Priory
El colegio Priory es uno de los 56 relatos cortos sobre Sherlock Holmes escrito por Arthur Conan Doyle. Fue publicado originalmente en The Strand Magazine y posteriormente recogido en la colección El regreso de Sherlock Holmes.
Cuando se publicó, la afirmación que hace Holmes en un momento del relato de que es capaz de distinguir la dirección que sigue una bicicleta por las huellas de los neumáticos dividió a los lectores en dos bandos y generó encendidas discusiones. Tampoco hay acuerdo sobre la época en que se sitúa el relato, aunque según la opinión más extendida pertenece al año 1901.

## Argumento
Según su fundador, el doctor Thorneycroft Huxtable, el colegio Priory es la más exclusiva escuela de Inglaterra. A pesar de su reciente fundación, ha logrado un prestigio que le permite contar entre sus alumnos con algunos de los más ilustres vástagos de la sociedad. Cuando desaparece Lord Saltire, único hijo del duque de Holdernesse, el atribulado profesor Huxtable recurre a los servicios de Sherlock Holmes. Cuando llega al 221-B de Baker Street, Watson  lo describe como "la personificación del aplomo y la solidez". Holmes, animado por la recompensa de seis mil libras ofrecida por el duque, y aunque no tiene un espíritu mercenario, decide visitar el elegante colegio. Una vez más, la ambición y el deseo de venganza, por un lado, y el sentimiento de culpa, por otro, serán los protagonistas de este extraño suceso. Holmes logra esclarecer el caso, que termina con el encarcelamiento del malvado Reyben Hays y con el destierro voluntario a Australia del resentido James Wilder. Finalmente, la paz vuelve a Holdernesse Hall y al colegio Priory. Holmes regresa a Baker Street con la tranquilidad del deber cumplido y con un reconfortante cheque de seis mil libras esterlinas.